# Jacek Kazimierowski
Jacek Kazimierowski (ur. 7 lutego 1974) – polski lekkoatleta, trójskoczek.

## Osiągnięcia
Zawodnik BKS Bydgoszcz jest 13-krotnym mistrzem Polski (12-krotnie w barwach MKLA Łęczyca).
Wielokrotnie reprezentował swój kraj w międzynarodowych imprezach, jednak bez oszałamiających wyników, najlepsze z nich to :
- 5. miejsce podczas Halowego Pucharu Europy w Lekkoatletyce (Lipsk 2004)
- 4. miejsce podczas Pucharu Europy w lekkoatletyce (Bydgoszcz 2004)
- 6. miejsce podczas Halowych Mistrzostw Europy (Madryt 2005)
- dwa złote medale międzynarodowych mistrzostw Izraela (2001 i 2002)[1][2]

Przez lata był zdecydowanie najlepszym trójskoczkiem w kraju, co zaowocowało :
- 6-krotne Mistrzostwo Polski na stadionie (2000, 2001, 2002, 2004, 2005 oraz 2006)
- 7-krotne Mistrzostwo Polski w hali (1999, 2000, 2001, 2002, 2003, 2004 oraz 2005)

## Rekordy życiowe
Na stadionie
- trójskok – 16,85 m (Monachium, 24 czerwca 2007) – 11. wynik w historii polskiej lekkoatletyki[3] oraz 16,89 m (20 czerwca 2004, Bydgoszcz) – wynik uzyskany przy zbyt silnym, sprzyjającym skoczkowi wietrze o prędkości +2,9 m/s[3]. Aby wynik został uznany za oficjalny wiatr nie może przekroczyć prędkości +2,0 m/s.

W hali
- trójskok – 16,66 m (Spała 2005)